# 염화 칼륨
염화 칼륨(문화어: 염화칼리움, KCl) 화합물은 칼륨과 염소로 이루어진 금속 할로겐 화합물인 염이다. 염화 포타슘이라고도 한다. 순수한 상태에서 냄새를 느낄 수 없으며 하얗거나 무색의 입방체 결정 구조를 볼 수 있다. 쓰고 짠맛이 난다.
탄산 칼륨, 염소산 칼륨, 질산 칼륨 등의 칼륨염의 제조 원료이기도 하며 비료로 쓰이기도 한다.

## 화학적 특성
- KCl(aq) + AgNO3(aq) → AgCl(s) + KNO3(aq)
- KCl(l) + Na(l) ⇌ NaCl(l) + K(g)

## 물리적 특성
- 전달 범위: 210 nm to 20 µm
- 투과도 = 450 nm에서 92%, 16 µm에서 선형적으로 94%까지 상승
- 굴절률 = 10 µm에서 1.456
- 반사 손실 = 10 µm에서 6.8% (두 표면)
- dN/dT (팽창 계수)= −33.2×10−6/°C
- dL/dT (굴절률 분포)= 40×10−6/°C
- 열 전도성 = 0.036 W/(cm·K)
- 피해 한계 (Newman & Novak): 4 GW/cm2 or 2 J/cm2 (0.5 또는 1 ns 맥박수); 4.2 J/cm2 (1.7 ns 맥박수 Kovalev & Faizullov)

## 의학적 관점
염화칼륨에서 칼륨은 인체에서 세포내와 세포외의 분포 농도가 40대 1 정도이다. 저칼륨혈증일 경우 투여한다. 귤이나 오렌지 등에 많다. 그래서 약한 저칼륨혈증에는 귤이나 오렌지 주스를 먹으면 된다. 심한 저칼륨혈증으로 위험할 경우 정맥 투여를 한다. 그러나 칼륨은 심장의 박동 이상으로 부정맥, 특히 심실잔떨림을 유발할 수 있으므로 매우 천천히 주사하여야 한다. 급히 주사하면 환자가 사망할 수 있다. 의학적으로 고칼륨혈증은 언제든지 심실잔떨림을 일으켜 죽을 수 있는 위험한 상태이므로 즉시 칼륨수치를 내리게 해야 한다. 사형수에게 독살형을 집행할 때도 염화칼륨을 이용한다.

## 같이 보기
- 칼륨